# 11425 Wearydunlop
11425 Wearydunlop este un asteroid din centura principală de asteroizi.

## Descriere
11425 Wearydunlop este un asteroid din centura principală de asteroizi. A fost descoperit pe 18 iunie 1999 la Reedy Creek de John Broughton. Asteroidul prezintă o orbită caracterizată de o semiaxă mare de 2,37 ua, o excentricitate de 0,23 și o înclinație de 3,2° în raport cu ecliptica.